# Mauerstraße 10 (Quedlinburg)

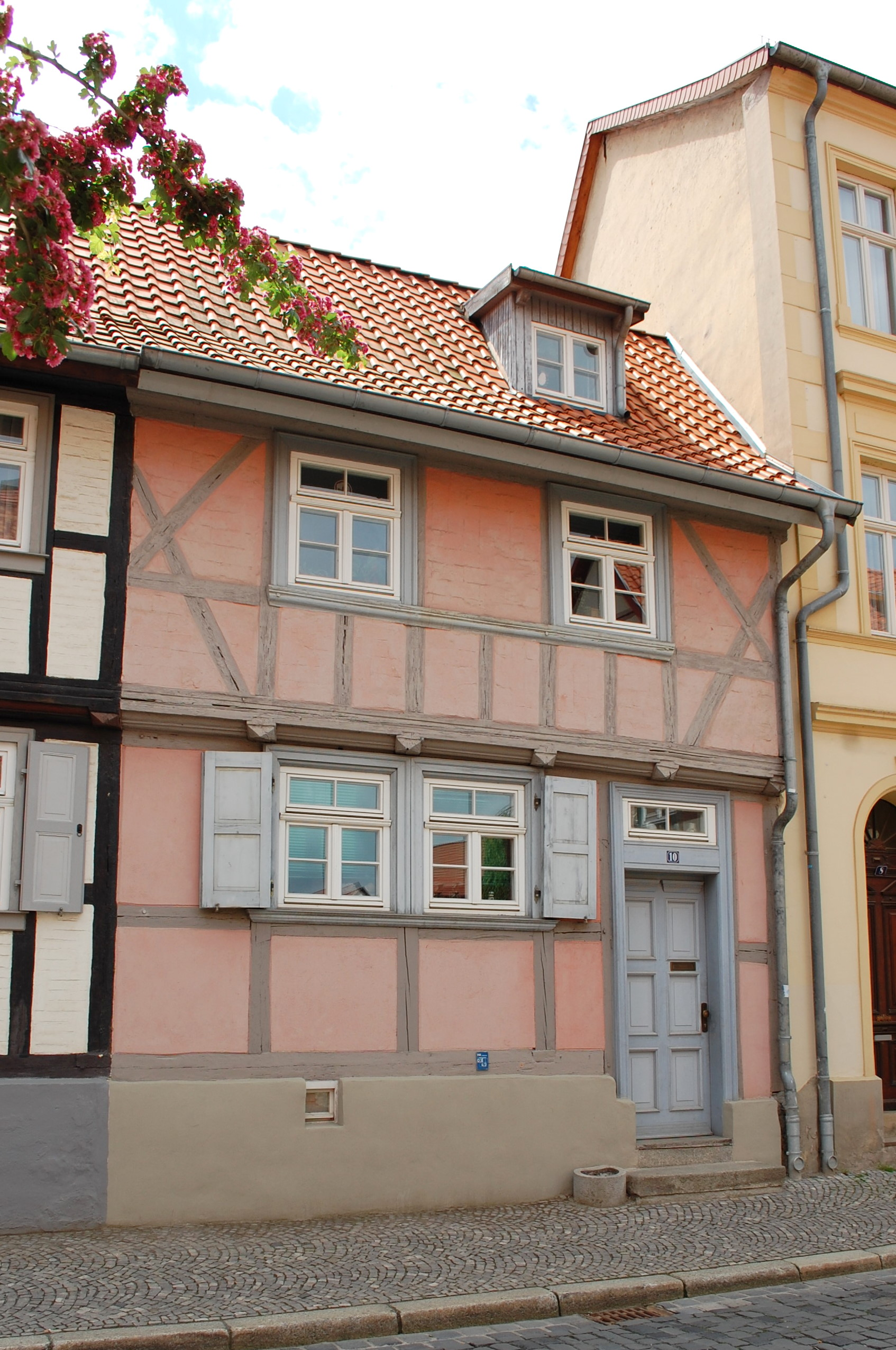
Mauerstraße 10

Das Haus Mauerstraße 10 ist ein denkmalgeschütztes Gebäude in der Stadt Quedlinburg in Sachsen-Anhalt. 
Es befindet sich östlich der historischen Quedlinburger Neustadt und gehört zum UNESCO-Weltkulturerbe. Das Gebäude ist im Quedlinburger Denkmalverzeichnis eingetragen. Östlich grenzt das gleichfalls denkmalgeschützte Haus Mauerstraße 12 an.

## Architektur und Geschichte
Das kleine zweigeschossige Fachwerkhaus entstand in der Zeit um 1700. An der Fachwerkfassade des Wohnhauses findet sich im Obergeschoss eine Thüringer Leiterbrüstung. An den Ecken der oberen Etage wurde die Fachwerkfigur des Halben Manns eingefügt. Darüber hinaus befindet sich im Obergeschoss ein Brüstungsholz.